# Aki Hoshino
Aki Hoshino (ほしの あき?, Hoshino Aki; Tokyo, 14 marzo 1977) è un'attrice, modella e gravure idol giapponese.

## Biografia
Soprannominata "l'Angelo del Giappone", è apparsa in numerose riviste maschili, posando principalmente in bikini. Ha pubblicato anche una serie di DVD, ha posato per calendari e poster ed è apparsa in molti programmi televisivi, come ospite.
Nel 2000, la Hoshino debuttò nel cinema, interpretando un ruolo nella commedia d'azione Space Travelers. Seguirono altri quattro film, tra i quali Kekko Kamen: Surprise e Kekko Kamen Returns, tratti dall'omonimo manga di Gō Nagai.

## Filmografia
- Space Travelers (Supêsutoraberâzu) di Katsuyuki Motohiro (2000)
- Sekai baribari value (serie TV) di Hideki Sakai (2003)
- Kekko Kamen: Surprise di Takafumi Nagamine (2004)
- Kekko Kamen Returns (Kekkô Kamen: ritânzu) di Takafumi Nagamine (2004)
- Death Row Girls (Kûga no shiro: Joshû 1316) di Sadaaki Haginiwa (2004)
- Awa Dance di Toshikazu Nagae (2007)
- Gokusen 3 (2008)
- Gokusen - Il film (2009)